# Amanda Foreman
Pour les articles homonymes, voir Foreman et Amanda Foreman (auteur).
Amanda Foreman est une actrice américaine, née le 15 juillet 1966 à Los Angeles, en Californie (États-Unis).
Elle est la fille de Linda Lawson, une actrice et de John Foreman, un producteur. Sa sœur cadette Julie Foreman est également actrice.
Elle est surtout connue pour son rôle de Meghan Rotundi dans la série Felicity et elle joue le rôle de Carrie Bowman dans la série Alias.
Elle fait des apparations dans les séries : Nash Bridges, Urgences, US Marshals et Grey's Anatomy.
Au cinéma, on l'a vue dans Explosion immédiate, Forever Young, Sliver, Star Trek et Super 8.

## Filmographie

### Cinéma
- 1992 : Explosion immédiate (Live Wire) : Molly[1]
- 1992 : Forever Young : Debbie[1]
- 1993 : Future Shock : Paula[1]
- 1993 : The Opposite Sex and How to Live with Them : Waitress[1]
- 1993 : Sliver de Phillip Noyce : Samantha Moore[1]
- 1997 : Devery : Marilyn[1]
- 1997 : Breast Men : Lola[1]
- 1999 : Road Kill : Shayla[1]
- 2000 : Rocket's Red Glare : Jennifer[1]
- 2001 : En bout de ligne (On the Line) : Julie[1]
- 2002 : Purgatory Flats : Natalie Reed[1]
- 2004 : Extreme Dating : Tracy[1]
- 2005 : Happy Endings : Lane[1]
- 2009 : Star Trek de J. J. Abrams : Hannety[1]
- 2011 : Super 8 de J. J. Abrams : Lydia Connors[1]

### Télévision
- 1989 : The Preppie Murder (en) : Larissa[1]
- 1992 : Murder Without Motive: The Edmund Perry Story : Heather[1]
- 1998 : Felicity : Meghan Rotundi[2]
- 1999 : Cyclone (Storm) : Ms. Garrett, Co-ed[1]
- 1999 : Nash Bridges : Gina Banks
- 2002 : Alias : Carrie Bowman (de 2002 à 2005)[2]
- 2003 : Six Feet Under : Rebecca
- 2007 : Un mariage pour Noël (All I Want for Christmas) : Amber[1]
- 2008 : Urgences : Missy Voltaire
- 2008 : Private Practice : Katie Kent (4 épisodes)[2]
- 2009 : US Marshals : Protection de témoins : Grace Royale/Grace Rogan[2]
- 2010 : Grey's Anatomy : Nora[2]
- 2010 : Parenthood : Suzie, la mère de Noël
- 2011 : Noël au Far West (Love's Christmas Journey) : Adrienne[2]
- 2013 : À la recherche de l'esprit de Noël (The Christmas Spirit) : Pam[2]